# Ошешти (Васлуй)
Ошешти (рум. Oșești) — коммуна в составе жудеца Васлуй (Румыния).

## Состав
В состав коммуны входят следующие населённые пункты (данные о населении за 2002 год):
- Буда (рум. Buda) — 1417 жителей
- Ошешти (рум. Oșești) — 1340 жителей - административный центр
- Пэдурени (рум. Pădureni) — 339 жителей
- Вылчеле (рум. Vâlcele) — 65 жителей

## География
Коммуна расположена в 279 км к северо-востоку от Бухареста, 22 км к северу от Васлуя, 44 км к югу от Ясс.

## Население
По данным переписи населения 2002 года в коммуне проживал 3161 человек.

### Национальный состав
| Национальность | Кол-во человек | Процент |
| -------------- | -------------- | ------- |
| Румыны         | 3148           | 99,6%   |
| Цыгане         | 12             | 0,4%    |

### Родной язык
| Язык       | Кол-во человек | Процент |
| ---------- | -------------- | ------- |
| Румынский  | 3160           | > 99,9% |
| Не указали | 1              | < 0,1%  |

### Вероисповедание
| Вероисповедание | Кол-во человек | Процент |
| --------------- | -------------- | ------- |
| Православные    | 3066           | 97,0%   |
| Пятидесятники   | 44             | 1,4%    |
| Адвентисты      | 15             | 0,5%    |
| Старообрядцы    | 11             | 0,3%    |
| Нерелигиозные   | 6              | 0,2%    |
| Римо-католики   | 2              | 0,1%    |
| Мусульмане      | 1              | < 0,1%  |

## Политика
По результатам местных выборов 2016 года, местный совет коммуны состоит из 13 депутатов следующих партий:
| Партия                          | Количество депутатов |
| ------------------------------- | -------------------- |
| Социал-демократическая партия   | 6                    |
| Национальная либеральная партия | 5                    |
| Альянс либералов и демократов   | 2                    |